# Neoscelio orientalis
Neoscelio orientalis är en stekelart som beskrevs av Durgadas Mukerjee 1994. Neoscelio orientalis ingår i släktet Neoscelio och familjen Scelionidae. Inga underarter finns listade i Catalogue of Life.